# Campeonato Panamericano Juvenil de Hockey sobre césped femenino de 2014
El II Campeonato Panamericano Juvenil de Hockey sobre césped femenino de 2014 se celebró en Montevideo (Uruguay) entre el 11 al 15 de febrero  de 2014. El evento otorgó dos plazas a Los Juegos Olímpicos de la Juventud 2014.
Argentina se consagró campeón tras ganarle en la final a Uruguay por 4-0 y Estados Unidos ganó la medalla de bronce tras ganarle a México por 9-1.

## Formato de competición
En la primera fase, los cuatro equipos jugarán una liguilla todos contra todos a doble rueda de partidos, de acuerdo a la posición lograda en esta instancia, se definen los cruces de la segunda ronda, los cuales serán de la siguiente manera:
- 1° lugar vs 4° lugar
- 2° lugar vs 3° lugar

Los ganadores jugarán la final por el título, y los perdedores jugarán un partido de consuelo para definir el tercer lugar. 
Como clasificación a los Juegos Olímpicos de la Juventud, los equipos que accedan a la final obtendrán la clasificación a la cita olímpica.

## Equipos participantes
- Argentina
- Estados Unidos
- México
- Uruguay

## Primera fase

### Grupo Único
– Jugara las Semifinales con el 4 del grupo.
     – Jugara las Semifinales con el 3 del grupo.
     – Jugara las Semifinales con el 2 del grupo.
     - Jugaran las Semifinales con el 1 del grupo.
| Equipo         | J | G | E | P | GF | GC | DG  | PTS |
| -------------- | - | - | - | - | -- | -- | --- | --- |
| Argentina      | 6 | 5 | 1 | 0 | 53 | 15 | +38 | 16  |
| Estados Unidos | 6 | 4 | 1 | 1 | 35 | 17 | +18 | 13  |
| Uruguay        | 6 | 2 | 0 | 4 | 15 | 21 | -6  | 6   |
| México         | 6 | 0 | 0 | 6 | 5  | 55 | -50 | 0   |

- Resultados

| Fecha | Hora¹ | Partido        | Partido | Partido        | Resultado |
| ----- | ----- | -------------- | ------- | -------------- | --------- |
| 11.02 | 09:15 | Argentina      | -       | México         | 14-1      |
| 11.02 | 10:30 | Estados Unidos | -       | Uruguay        | 2-1       |
| 11.02 | 17:30 | Estados Unidos | -       | Argentina      | 6-8       |
| 11.02 | 18:45 | México         | -       | Uruguay        | 0-7       |
| 12.02 | 09:15 | Argentina      | -       | Uruguay        | 6-1       |
| 12.02 | 10:30 | México         | -       | Estados Unidos | 0-9       |
| 12.02 | 17:30 | México         | -       | Argentina      | 0-14      |
| 12.02 | 18:45 | Uruguay        | -       | Estados Unidos | 1-5       |
| 14.02 | 09:15 | Uruguay        | -       | México         | 3-2       |
| 14.02 | 10:30 | Argentina      | -       | Estados Unidos | 5-5       |
| 14.02 | 17:30 | Estados Unidos | -       | México         | 8-2       |
| 14.02 | 18:45 | Uruguay        | -       | Argentina      | 2-6       |

## Segunda fase

### Semifinales
| Fecha | Hora¹ | Partido        | Partido | Partido | Resultado |
| ----- | ----- | -------------- | ------- | ------- | --------- |
| 15.02 | 09:15 | Argentina      | -       | México  | 12-1      |
| 15.02 | 10:30 | Estados Unidos | -       | Uruguay | 1-3       |

### 3 Puesto
| Fecha | Hora¹ | Partido | Partido | Partido        | Resultado |
| ----- | ----- | ------- | ------- | -------------- | --------- |
| 15.02 | 17:30 | México  | -       | Estados Unidos | 1-9       |

### Final
| Fecha | Hora¹ | Partido   | Partido | Partido | Resultado |
| ----- | ----- | --------- | ------- | ------- | --------- |
| 15.02 | 18:45 | Argentina | -       | Uruguay | 4-0       |

| Campeón del Campeonato Panamericano Juvenil 2014 |
| ------------------------------------------------ |
| Argentina Segundo Título                         |

### Clasificación general
1. Argentina
2. Uruguay
3. Estados Unidos
4. México

## Clasificados a los Juegos Olímpicos de la Juventud 2014
| Bandera de Argentina | Bandera de Uruguay |
| Argentina            | Uruguay            |
| -------------------- | ------------------ |